# 西生面
西生面（ソセンめん、ハングル：서생면）は、大韓民国蔚山広域市蔚州郡の面の一つ。
面積36.79km2。人口は2006年時点で7,091人。

## 地理
南は釜山広域市機張郡長安邑、西は蔚州郡温陽邑、北は蔚州郡温山邑に接し、東は東海（日本海）の蔚山湾である。蔚山広域市中で最も南にあり、朝鮮半島ではもっとも早く陽が昇る岬である艮絶串がある。
全体的に高度100〜200mの丘陵群が占めており、龍谷山の尾根が東西に延びる。西部に孝岩江が南流、また北東端には回夜江が東流して河口で平野を形成し、いずれも海に流入する。

## 交通
鉄道は面西部に東海線が通っており、禾山里に西生駅がある。主な道路として釜山から蔚山を経て江原道高山郡までを結ぶ国道31号線がある。

## 産業
米と野菜の生産が盛んで、特産物に梨（서생배）と養殖ワカメ（서생돌미역）、セリ、ラン（서생란）、ヒラタケがある。
明山里の江月村（강월 마을）・新岩里の飛鶴・新里一帯には古里原子力発電所がある。

## 観光
鎮下海水浴場や明仙島などの観光スポットがあり、特に艮絶串は朝鮮半島一早い初日の出を拝めることから、新年イベントが人気を集め、そのための観光列車が運行されるほどの盛況である。
面内の文化財には西生浦万戸鎮城（蔚山記念物35）、西生浦倭城（蔚山文化財資料8）、西生羅士烽燧台（蔚山記念物15）、蒼上表堂址などがある。

## 象徴
面花は梨の花、面木はクロマツ、面鳥はカモメ。面象徴マークの地の緑色は自然と豊穣、橙色は陸地と農業と豊作、青色は海、水産業、晴れを意味する。その他に面歌が制定されている。

## 歴史

### 先史時代
面内にある蔚州新岩里遺跡は櫛目文土器時代（新石器時代）の遺跡であり、櫛目文土器や隆起文土器が発見されている。また大松里の西生小学校大松分校付近からも新石器時代土器片や青銅器時代土器片が発見されている（大松里新石器時代遺跡）。

### 三国時代
この地は三国時代、生西郎または生西良と呼ばれていた。地名の由来は“生（생）”が「明ける（새다）」に通じるので「東」を意味し、“西良（서라）”は「村（마을）」のことだとして、「慶州の東にある郡」と解釈されている。慶州の東南海岸で、地形の特徴から、慶州の外郭を守るために軍事基地としての性格が強かった。
新羅初期は生西良郡に属していたが、景徳王16年（757年）に東安郡と改名した。西生温陽温山地域東海南部海岸をその範囲とし、北に栗浦県、南に機張県、内陸部（西）に虞風県があり、現在でいう熊村および熊上（梁山市）地域までを領県としていた。生西良の地名は西生良、西舎浦、熟麻鎮と変遷していった。
大松里からは、卜骨に見える遺物と多くの三国時代土器片が出土している（大松里三国時代生活遺跡）。

### 高麗時代
高麗時代、県は興麗府へと統合され、第17代仁宗の時蔚州に編入された。

### 李氏朝鮮時代
李氏朝鮮時代初期には現・禾亭里に西生浦水軍万戸営が置かれた。文禄・慶長の役（壬辰倭乱）では二度にわたり加藤清正が侵入し、西生浦倭城を建てた。明の麻貴提督らがこれを攻撃。日本軍は撤退した。その後水軍万戸は水軍同僉節制使に昇格し、高宗32年（1895年）に廃止された。
慶長の役（壬乱）後西生地方は旧鎮・鎮下・北洞・南洞が水軍同僉節制使地域で、上禿（現・禾山）・江月・延山・渭洞・陽岩・用洞・云谷・軍令・新里・羅士・羅海が温南面管轄だった。
三道統制営と各道の兵水営の廃止に先立ち、高宗31年（1894年）同僉節制使直轄地に西生面を置いて旧鎮、鎭下、北洞、南洞を管轄させている。
城内里・外里・松亭洞・大陸洞その後上禿・江月・延山・渭洞・陽岩・用洞・云谷・軍令・新里・羅士・羅海・平洞地域を分離して外南面を置いて、高宗光武10年（1906年）9月24日、勅令49号の施行により外南面を梁山郡に所属させたが、1910年に再び蔚州郡に戻した。

### 日本統治時代
1914年4月1日、朝鮮総督府令第111号（1913年12月29日）に基づき、西生面、外南面、温南面禾麻洞が統合された。この時、現行の禾亭・西生・鎮下・大松・羅士・明山・禾山・渭陽・龍里・新岩の10法定里にまとめられた。

### 独立後
1962年6月1日、法律第1068号「市設置と郡の管轄区域及び名称変更に関する法律（市設置와郡의管轄區域및名稱變更에關한法律）」に基づき蔚山郡が蔚州郡と改称。
1962年11月21日、法律第1173号「釜山市政府直轄に関する法律（釜山市政府直轄에關한法律）」により東萊郡の一部が釜山直轄市になるに伴い蔚州郡から東萊郡に編入される。
1973年7月1日、法律第2597号「市設置と郡の廃置分合に関する法律（市設置와郡의廢置分合에관한法律）」により東萊郡から梁山郡に所属が変更される。
1983年2月15日、大統領令第11027号「市・郡・区・邑・面の管轄区域の変更及び面設置等に関する規定（시·군·구·읍·면의관할구역변경및면설치등에관한규정）」により再び蔚州郡となる。
1991年1月1日、蔚州郡を蔚山郡に戻す。1995年1月1日、法律第4801号「全羅南道光陽市等2個都農複合形態の市設置等に関する法律（全羅南道光陽市등2個都農複合形態의市設置등에관한法律）」に基づき蔚山郡が蔚山市に統合されるに伴い蔚山市蔚州区西生面になる。
1997年7月15日には法律5243号「蔚山広域市設置等に関する法律（蔚山廣域市設置등에관한法律）」により蔚山市が広域市になるに従い、蔚山区が再び郡制を施行し、蔚州郡西生面となった。

## 行政区域
10法定里、20行政里、25自然集落、66班からなる。
- 羅士里 - 나사리【羅士里】（ナサ＝リ）
- 大松里 - 대송리【大松里】（テソン＝ニ）
  - 송정리(松亭里)
  - 대송리(大松里)
  - 평동리(平洞里)
- 明山里 - 명산리【明山里】（ミョンサン＝ニ）
  - 연산리(延山里)
  - 용연리(龍淵里)
- 西生里 - 서생리【西生里】（ソセン＝ニ）
- 新岩里 - 신암리【新岩里】（シナム＝ニ）
  - 신암리(新岩里)
  - 신리(新里)
- 龍里 - 용리【龍里】（ヨン＝ニ）
- 渭陽里 - 위양리【渭陽里】（ウィヤン＝ニ）
  - 양암리(陽岩里)
  - 막곡리(幕谷里)
  - 위곡리(渭谷里)
- 鎮下里 - 진하리【鎭下里】（チナ＝リ）
- 禾山里 - 화산리【禾山里】（ファサン＝ニ）
  - 온곡1리(溫谷1里)
  - 온곡2리(溫谷2里)
  - 화산리(禾山里)
  - 마근리(麻斤里)
- 禾亭里 - 화정리【禾亭里】（ファジョン＝ニ）
  - 화정리(禾亭里)
  - 술마리(述麻里)